# Liste der Gemarkungen im Saarland
Die Liste der Gemarkungen im Saarland umfasst die 409 Gemarkungen im Saarland, Deutschland.
| Gemarkungs-Nr. | Gemarkung             | Ort / Gemeinde                                           | Kreis                                                    |
| -------------- | --------------------- | -------------------------------------------------------- | -------------------------------------------------------- |
| 10 7041        | Alschbach             | Blieskastel                                              | Saarpfalz-Kreis                                          |
| 10 0853        | Alsweiler             | Marpingen                                                | Landkreis St. Wendel                                     |
| 10 0501        | Altenkessel           | Saarbrücken                                              | Regionalverband Saarbrücken                              |
| 10 0610        | Altforweiler          | Überherrn                                                | Landkreis Saarlouis                                      |
| 10 0214        | Altheim               | Blieskastel                                              | Saarpfalz-Kreis                                          |
| 10 0218        | Altstadt              | Kirkel                                                   | Saarpfalz-Kreis                                          |
| 10 0408        | Aschbach              | Lebach                                                   | Landkreis Saarlouis                                      |
| 10 0717        | Aßweiler              | Blieskastel                                              | Saarpfalz-Kreis                                          |
| 10 0809        | Asweiler              | Freisen                                                  | Landkreis St. Wendel                                     |
| 10 0526        | Auersmacher           | Kleinblittersdorf                                        | Regionalverband Saarbrücken                              |
| 10 6341        | Außen                 | Schmelz (Saar)                                           | Landkreis Saarlouis                                      |
| 10 0334        | Bachem                | Losheim am See                                           | Landkreis Merzig-Wadern                                  |
| 10 0310        | Ballern               | Merzig                                                   | Landkreis Merzig-Wadern                                  |
| 10 0701        | Ballweiler            | Blieskastel                                              | Saarpfalz-Kreis                                          |
| 10 0836        | Baltersweiler         | Namborn                                                  | Landkreis St. Wendel                                     |
| 10 0362        | Bardenbach            | Wadern                                                   | Landkreis Merzig-Wadern                                  |
| 10 6061        | Beaumarais            | Saarlouis                                                | Landkreis Saarlouis                                      |
| 10 0720        | Bebelsheim            | Mandelbachtal                                            | Saarpfalz-Kreis                                          |
| 10 0302        | Beckingen             | Beckingen                                                | Landkreis Merzig-Wadern                                  |
| 10 0649        | Bedersdorf            | Wallerfangen                                             | Landkreis Saarlouis                                      |
| 10 2071        | Beeden-Schwarzenbach  | Homburg                                                  | Saarpfalz-Kreis                                          |
| 10 0323        | Bergen                | Losheim am See                                           | Landkreis Merzig-Wadern                                  |
| 10 0866        | Bergweiler            | Tholey                                                   | Landkreis St. Wendel                                     |
| 10 0409        | Berschweiler          | Marpingen                                                | Landkreis St. Wendel                                     |
| 10 5201        | Berschweiler          | Heusweiler                                               | Regionalverband Saarbrücken                              |
| 10 0611        | Berus                 | Überherrn                                                | Landkreis Saarlouis                                      |
| 10 0348        | Besch                 | Perl (Mosel)                                             | Landkreis Merzig-Wadern                                  |
| 10 0051        | Besch-Remerschen      | Gemeinschaftliches deutsch-luxemburgisches Hoheitsgebiet | Gemeinschaftliches deutsch-luxemburgisches Hoheitsgebiet |
| 10 0050        | Besch-Wellenstein     | Gemeinschaftliches deutsch-luxemburgisches Hoheitsgebiet | Gemeinschaftliches deutsch-luxemburgisches Hoheitsgebiet |
| 10 0340        | Besseringen           | Merzig                                                   | Landkreis Merzig-Wadern                                  |
| 10 0311        | Bethingen             | Mettlach                                                 | Landkreis Merzig-Wadern                                  |
| 10 6342        | Bettingen             | Schmelz (Saar)                                           | Landkreis Saarlouis                                      |
| 10 0201        | Bexbach               | Bexbach                                                  | Saarpfalz-Kreis                                          |
| 10 0702        | Bierbach              | Blieskastel                                              | Saarpfalz-Kreis                                          |
| 10 0827        | Bierfeld              | Nonnweiler                                               | Landkreis St. Wendel                                     |
| 10 0718        | Biesingen             | Blieskastel                                              | Saarpfalz-Kreis                                          |
| 10 5202        | Bietschied            | Heusweiler                                               | Regionalverband Saarbrücken                              |
| 10 0335        | Bietzen               | Merzig                                                   | Landkreis Merzig-Wadern                                  |
| 10 0625        | Bilsdorf              | Nalbach                                                  | Landkreis Saarlouis                                      |
| 10 0635        | Biringen              | Rehlingen-Siersburg                                      | Landkreis Saarlouis                                      |
| 10 0511        | Bischmisheim          | Saarbrücken                                              | Regionalverband Saarbrücken                              |
| 10 0612        | Bisten                | Überherrn                                                | Landkreis Saarlouis                                      |
| 10 0703        | Blickweiler           | Blieskastel                                              | Saarpfalz-Kreis                                          |
| 10 0216        | Bliesdalheim          | Gersheim                                                 | Saarpfalz-Kreis                                          |
| 10 0854        | Bliesen               | St. Wendel                                               | Landkreis St. Wendel                                     |
| 10 7042        | Blieskastel           | Blieskastel                                              | Saarpfalz-Kreis                                          |
| 10 0722        | Bliesmengen-Bolchen   | Mandelbachtal                                            | Saarpfalz-Kreis                                          |
| 10 0512        | Bliesransbach         | Kleinblittersdorf                                        | Regionalverband Saarbrücken                              |
| 10 0202        | Böckweiler            | Blieskastel                                              | Saarpfalz-Kreis                                          |
| 10 0349        | Borg                  | Perl (Mosel)                                             | Landkreis Merzig-Wadern                                  |
| 10 0810        | Bosen                 | Nohfelden                                                | Landkreis St. Wendel                                     |
| 10 0616        | Bous                  | Bous (Saar)                                              | Landkreis Saarlouis                                      |
| 10 0828        | Braunshausen          | Nonnweiler                                               | Landkreis St. Wendel                                     |
| 10 5131        | Brebach               | Saarbrücken                                              | Regionalverband Saarbrücken                              |
| 10 0217        | Breitfurt             | Blieskastel                                              | Saarpfalz-Kreis                                          |
| 10 0203        | Brenschelbach         | Blieskastel                                              | Saarpfalz-Kreis                                          |
| 10 0324        | Britten               | Losheim am See                                           | Landkreis Merzig-Wadern                                  |
| 10 0336        | Brotdorf              | Merzig                                                   | Landkreis Merzig-Wadern                                  |
| 10 2072        | Bruchhof-Sanddorf     | Homburg                                                  | Saarpfalz-Kreis                                          |
| 10 0803        | Bubach                | St. Wendel                                               | Landkreis St. Wendel                                     |
| 10 0410        | Bubach-Calmesweiler   | Eppelborn                                                | Landkreis Neunkirchen                                    |
| 10 0514        | Bübingen              | Saarbrücken                                              | Regionalverband Saarbrücken                              |
| 10 0312        | Büdingen              | Merzig                                                   | Landkreis Merzig-Wadern                                  |
| 10 6431        | Büren                 | Rehlingen-Siersburg                                      | Landkreis Saarlouis                                      |
| 10 0350        | Büschdorf             | Perl (Mosel)                                             | Landkreis Merzig-Wadern                                  |
| 10 0363        | Büschfeld             | Wadern                                                   | Landkreis Merzig-Wadern                                  |
| 10 0829        | Buweiler-Rathen       | Löstertal                                                | Landkreis Merzig-Wadern                                  |
| 10 0364        | Dagstuhl              | Wadern                                                   | Landkreis Merzig-Wadern                                  |
| 10 6171        | Derlen                | Schwalbach (Saar)                                        | Landkreis Saarlouis                                      |
| 10 0626        | Diefflen              | Dillingen/Saar                                           | Landkreis Saarlouis                                      |
| 10 6381        | Diersdorf             | Rehlingen-Siersburg                                      | Landkreis Saarlouis                                      |
| 10 0644        | Differten             | Wadgassen                                                | Landkreis Saarlouis                                      |
| 10 6011        | Dillingen             | Dillingen/Saar                                           | Landkreis Saarlouis                                      |
| 10 5203        | Dilsburg              | Heusweiler                                               | Regionalverband Saarbrücken                              |
| 10 0411        | Dirmingen             | Eppelborn                                                | Landkreis Neunkirchen                                    |
| 10 0630        | Dorf                  | Schmelz (Saar)                                           | Landkreis Saarlouis                                      |
| 10 0530        | Dorf im Warndt        | Großrosseln                                              | Regionalverband Saarbrücken                              |
| 10 0855        | Dörrenbach            | St. Wendel                                               | Landkreis St. Wendel                                     |
| 10 0412        | Dörsdorf              | Lebach                                                   | Landkreis Saarlouis                                      |
| 10 0341        | Dreisbach             | Mettlach                                                 | Landkreis Merzig-Wadern                                  |
| 10 0502        | Dudweiler             | Saarbrücken                                              | Regionalverband Saarbrücken                              |
| 10 0303        | Düppenweiler          | Beckingen                                                | Landkreis Merzig-Wadern                                  |
| 10 0650        | Düren                 | Wallerfangen                                             | Landkreis Saarlouis                                      |
| 10 0811        | Eckelhausen           | Nohfelden                                                | Landkreis St. Wendel                                     |
| 10 0351        | Eft-Hellendorf        | Perl (Mosel)                                             | Landkreis Merzig-Wadern                                  |
| 10 0618        | Eidenborn             | Lebach                                                   | Landkreis Saarlouis                                      |
| 10 0636        | Eimersdorf            | Rehlingen-Siersburg                                      | Landkreis Saarlouis                                      |
| 10 0204        | Einöd                 | Homburg                                                  | Saarpfalz-Kreis                                          |
| 10 0812        | Eisen                 | Nohfelden                                                | Landkreis St. Wendel                                     |
| 10 0837        | Eisweiler             | Namborn                                                  | Landkreis St. Wendel                                     |
| 10 0813        | Eitzweiler            | Freisen                                                  | Landkreis St. Wendel                                     |
| 10 0814        | Eiweiler              | Heusweiler                                               | Regionalverband Saarbrücken                              |
| 10 5191        | Eiweiler              | Nohfelden                                                | Landkreis St. Wendel                                     |
| 10 6172        | Elm                   | Schwalbach (Saar)                                        | Landkreis Saarlouis                                      |
| 10 0429        | Elversberg            | Spiesen-Elversberg                                       | Landkreis Neunkirchen                                    |
| 10 0531        | Emmersweiler          | Großrosseln                                              | Regionalverband Saarbrücken                              |
| 10 5071        | Engelfangen           | Püttlingen                                               | Regionalverband Saarbrücken                              |
| 10 0602        | Ensdorf               | Ensdorf (Saar)                                           | Landkreis Saarlouis                                      |
| 10 0705        | Ensheim               | Saarbrücken                                              | Regionalverband Saarbrücken                              |
| 10 0413        | Eppelborn             | Eppelborn                                                | Landkreis Neunkirchen                                    |
| 10 2073        | Erbach-Reiskirchen    | Homburg                                                  | Saarpfalz-Kreis                                          |
| 10 0304        | Erbringen             | Beckingen                                                | Landkreis Merzig-Wadern                                  |
| 10 0719        | Erfweiler-Ehlingen    | Mandelbachtal                                            | Saarpfalz-Kreis                                          |
| 10 0706        | Eschringen            | Saarbrücken                                              | Regionalverband Saarbrücken                              |
| 10 5072        | Etzenhofen            | Püttlingen                                               | Regionalverband Saarbrücken                              |
| 10 0342        | Faha                  | Mettlach                                                 | Landkreis Merzig-Wadern                                  |
| 10 0619        | Falscheid             | Lebach                                                   | Landkreis Saarlouis                                      |
| 10 5132        | Fechingen             | Brebach-Fechingen                                        | Regionalverband Saarbrücken                              |
| 10 0613        | Felsberg              | Überherrn                                                | Landkreis Saarlouis                                      |
| 10 0537        | Fischbach             | Quierschied                                              | Regionalverband Saarbrücken                              |
| 10 0313        | Fitten                | Merzig                                                   | Landkreis Merzig-Wadern                                  |
| 10 0205        | Frankenholz           | Bexbach                                                  | Saarpfalz-Kreis                                          |
| 10 6062        | Fraulautern           | Saarlouis                                                | Landkreis Saarlouis                                      |
| 10 0815        | Freisen               | Freisen                                                  | Landkreis St. Wendel                                     |
| 10 0637        | Fremersdorf           | Rehlingen-Siersburg                                      | Landkreis Saarlouis                                      |
| 10 0503        | Friedrichsthal        | Friedrichsthal (Saar)                                    | Regionalverband Saarbrücken                              |
| 10 0838        | Furschweiler          | Namborn                                                  | Landkreis St. Wendel                                     |
| 10 5101        | Fürstenhausen         | Völklingen                                               | Regionalverband Saarbrücken                              |
| 10 0431        | Fürth                 | Ottweiler                                                | Landkreis Neunkirchen                                    |
| 10 6382        | Fürweiler             | Rehlingen-Siersburg                                      | Landkreis Saarlouis                                      |
| 10 0365        | Gehweiler             | Wadern                                                   | Landkreis Merzig-Wadern                                  |
| 10 0839        | Gehweiler             | Namborn                                                  | Landkreis St. Wendel                                     |
| 10 5102        | Geislautern           | Völklingen                                               | Regionalverband Saarbrücken                              |
| 10 0639        | Gerlfangen            | Rehlingen-Siersburg                                      | Landkreis Saarlouis                                      |
| 10 0707        | Gersheim              | Gersheim                                                 | Saarpfalz-Kreis                                          |
| 10 0504        | Gersweiler            | Saarbrücken                                              | Regionalverband Saarbrücken                              |
| 10 0651        | Gisingen              | Wallerfangen                                             | Landkreis Saarlouis                                      |
| 10 0816        | Gonnesweiler          | Nohfelden                                                | Landkreis St. Wendel                                     |
| 10 0538        | Göttelborn            | Quierschied                                              | Regionalverband Saarbrücken                              |
| 10 0631        | Gresaubach            | Lebach                                                   | Landkreis Saarlouis                                      |
| 10 6081        | Griesborn             | Schwalbach (Saar)                                        | Landkreis Saarlouis                                      |
| 10 0856        | Gronig                | Oberthal (Saar)                                          | Landkreis St. Wendel                                     |
| 10 6401        | Großhemmersdorf       | Rehlingen-Siersburg                                      | Landkreis Saarlouis                                      |
| 10 0505        | Großrosseln           | Großrosseln                                              | Regionalverband Saarbrücken                              |
| 10 0840        | Grügelborn            | Freisen                                                  | Landkreis St. Wendel                                     |
| 10 5401        | Güchenbach            | Riegelsberg                                              | Regionalverband Saarbrücken                              |
| 10 0857        | Güdesweiler           | Oberthal (Saar)                                          | Landkreis St. Wendel                                     |
| 10 0515        | Güdingen              | Saarbrücken                                              | Regionalverband Saarbrücken                              |
| 10 0414        | Habach                | Eppelborn                                                | Landkreis Neunkirchen                                    |
| 10 0723        | Habkirchen            | Mandelbachtal                                            | Saarpfalz-Kreis                                          |
| 10 6221        | Hahn                  | Lebach                                                   | Landkreis Saarlouis                                      |
| 10 0432        | Hangard               | Neunkirchen (Saar)                                       | Landkreis Neunkirchen                                    |
| 10 0305        | Hargarten             | Beckingen                                                | Landkreis Merzig-Wadern                                  |
| 10 0337        | Harlingen             | Merzig                                                   | Landkreis Merzig-Wadern                                  |
| 10 0867        | Hasborn-Dautweiler    | Tholey                                                   | Landkreis St. Wendel                                     |
| 10 0708        | Hassel                | St. Ingbert                                              | Saarpfalz-Kreis                                          |
| 10 0841        | Haupersweiler         | Freisen                                                  | Landkreis St. Wendel                                     |
| 10 0325        | Hausbach              | Losheim am See                                           | Landkreis Merzig-Wadern                                  |
| 10 0306        | Haustadt              | Beckingen                                                | Landkreis Merzig-Wadern                                  |
| 10 0724        | Heckendalheim         | Mandelbachtal                                            | Saarpfalz-Kreis                                          |
| 10 0401        | Heiligenwald          | Schiffweiler                                             | Landkreis Neunkirchen                                    |
| 10 0842        | Heisterberg           | Namborn                                                  | Landkreis St. Wendel                                     |
| 10 5192        | Hellenhausen          | Heusweiler                                               | Regionalverband Saarbrücken                              |
| 10 0726        | Herbitzheim           | Gersheim                                                 | Saarpfalz-Kreis                                          |
| 10 5073        | Herchenbach           | Püttlingen                                               | Regionalverband Saarbrücken                              |
| 10 5204        | Heusweiler            | Heusweiler                                               | Regionalverband Saarbrücken                              |
| 10 0415        | Hierscheid            | Eppelborn                                                | Landkreis Neunkirchen                                    |
| 10 0314        | Hilbringen            | Merzig                                                   | Landkreis Merzig-Wadern                                  |
| 10 5402        | Hilschbach            | Riegelsberg                                              | Regionalverband Saarbrücken                              |
| 10 0843        | Hirstein              | Namborn                                                  | Landkreis St. Wendel                                     |
| 10 5205        | Hirtel                | Heusweiler                                               | Regionalverband Saarbrücken                              |
| 10 0421        | Hirzweiler            | Illingen (Saar)                                          | Landkreis Neunkirchen                                    |
| 10 0206        | Höchen                | Bexbach                                                  | Saarpfalz-Kreis                                          |
| 10 0844        | Hofeld-Mauschbach     | Namborn                                                  | Landkreis St. Wendel                                     |
| 10 0521        | Holz                  | Heusweiler                                               | Regionalverband Saarbrücken                              |
| 10 2074        | Homburg               | Homburg                                                  | Saarpfalz-Kreis                                          |
| 10 0307        | Honzrath              | Beckingen                                                | Landkreis Merzig-Wadern                                  |
| 10 0804        | Hoof                  | St. Wendel                                               | Landkreis St. Wendel                                     |
| 10 0645        | Hostenbach            | Wadgassen                                                | Landkreis Saarlouis                                      |
| 10 0603        | Hülzweiler            | Schwalbach (Saar)                                        | Landkreis Saarlouis                                      |
| 10 0416        | Humes                 | Eppelborn                                                | Landkreis Neunkirchen                                    |
| 10 0632        | Hüttersdorf           | Schmelz (Saar)                                           | Landkreis Saarlouis                                      |
| 10 0422        | Hüttigweiler          | Illingen (Saar)                                          | Landkreis Neunkirchen                                    |
| 10 0652        | Ihn                   | Wallerfangen                                             | Landkreis Saarlouis                                      |
| 10 0423        | Illingen              | Illingen (Saar)                                          | Landkreis Neunkirchen                                    |
| 10 0653        | Ittersdorf            | Wallerfangen                                             | Landkreis Saarlouis                                      |
| 10 6432        | Itzbach               | Rehlingen-Siersburg                                      | Landkreis Saarlouis                                      |
| 10 6222        | Jabach                | Lebach                                                   | Landkreis Saarlouis                                      |
| 10 0208        | Jägersburg            | Homburg                                                  | Saarpfalz-Kreis                                          |
| 10 0532        | Karlsbrunn            | Großrosseln                                              | Regionalverband Saarbrücken                              |
| 10 0830        | Kastel                | Nonnweiler                                               | Landkreis St. Wendel                                     |
| 10 0654        | Kerlingen             | Wallerfangen                                             | Landkreis Saarlouis                                      |
| 10 6402        | Kerprichhemmersdorf   | Rehlingen-Siersburg                                      | Landkreis Saarlouis                                      |
| 10 0352        | Kesslingen            | Perl (Mosel)                                             | Landkreis Merzig-Wadern                                  |
| 10 3431        | Keuchingen            | Mettlach                                                 | Landkreis Merzig-Wadern                                  |
| 10 0209        | Kirkel-Neuhäusel      | Kirkel                                                   | Saarpfalz-Kreis                                          |
| 10 0210        | Kirrberg              | Homburg                                                  | Saarpfalz-Kreis                                          |
| 10 5193        | Kirschhof             | Heusweiler                                               | Regionalverband Saarbrücken                              |
| 10 5061        | Klarenthal            | Saarbrücken                                              | Regionalverband Saarbrücken                              |
| 10 0527        | Kleinblittersdorf     | Kleinblittersdorf                                        | Regionalverband Saarbrücken                              |
| 10 0219        | Kleinottweiler        | Bexbach                                                  | Saarpfalz-Kreis                                          |
| 10 6173        | Knausholz             | Schwalbach (Saar)                                        | Landkreis Saarlouis                                      |
| 10 0620        | Knorscheid            | Lebach                                                   | Landkreis Saarlouis                                      |
| 10 4041        | Kohlhof               | Neunkirchen (Saar)                                       | Landkreis Neunkirchen                                    |
| 10 5074        | Kölln                 | Püttlingen                                               | Regionalverband Saarbrücken                              |
| 10 0375        | Konfeld               | Weiskirchen                                              | Landkreis Merzig-Wadern                                  |
| 10 0627        | Körprich              | Nalbach                                                  | Landkreis Saarlouis                                      |
| 10 0831        | Kostenbach            | Löstertal                                                | Landkreis Merzig-Wadern                                  |
| 10 0366        | Krettnich             | Wadern                                                   | Landkreis Merzig-Wadern                                  |
| 10 5062        | Krughütte             | Klarenthal (Saarbrücken)                                 | Regionalverband Saarbrücken                              |
| 10 5221        | Kutzhof               | Heusweiler                                               | Regionalverband Saarbrücken                              |
| 10 6051        | Labach                | Saarwellingen                                            | Landkreis Saarlouis                                      |
| 10 0621        | Landsweiler           | Lebach                                                   | Landkreis Saarlouis                                      |
| 10 0402        | Landsweiler-Reden     | Schiffweiler                                             | Landkreis Neunkirchen                                    |
| 10 0433        | Lautenbach            | Ottweiler                                                | Landkreis Neunkirchen                                    |
| 10 0533        | Lauterbach            | Völklingen                                               | Regionalverband Saarbrücken                              |
| 10 7043        | Lautzkirchen          | Blieskastel                                              | Saarpfalz-Kreis                                          |
| 10 6223        | Lebach                | Lebach                                                   | Landkreis Saarlouis                                      |
| 10 0655        | Leidingen             | Wallerfangen                                             | Landkreis Saarlouis                                      |
| 10 0845        | Leitersweiler         | St. Wendel                                               | Landkreis St. Wendel                                     |
| 10 0220        | Limbach               | Schmelz (Saar)                                           | Landkreis Saarlouis                                      |
| 10 0633        | Limbach               | Kirkel                                                   | Saarpfalz-Kreis                                          |
| 10 0868        | Lindscheid            | Tholey                                                   | Landkreis St. Wendel                                     |
| 10 6063        | Lisdorf               | Saarlouis                                                | Landkreis Saarlouis                                      |
| 10 0367        | Lockweiler            | Wadern                                                   | Landkreis Merzig-Wadern                                  |
| 10 0326        | Losheim               | Losheim am See                                           | Landkreis Merzig-Wadern                                  |
| 10 0534        | Ludweiler             | Völklingen                                               | Regionalverband Saarbrücken                              |
| 10 5222        | Lummerschied          | Heusweiler                                               | Regionalverband Saarbrücken                              |
| 10 0417        | Macherbach            | Eppelborn                                                | Landkreis Neunkirchen                                    |
| 10 0858        | Mainzweiler           | Ottweiler                                                | Landkreis Neunkirchen                                    |
| 10 1011        | Malstatt-Burbach      | Saarbrücken                                              | Regionalverband Saarbrücken                              |
| 10 0801        | Marpingen             | Marpingen                                                | Landkreis St. Wendel                                     |
| 10 0805        | Marth                 | St. Wendel                                               | Landkreis St. Wendel                                     |
| 10 0315        | Mechern               | Merzig                                                   | Landkreis Merzig-Wadern                                  |
| 10 0222        | Medelsheim            | Gersheim                                                 | Saarpfalz-Kreis                                          |
| 10 0338        | Menningen             | Merzig                                                   | Landkreis Merzig-Wadern                                  |
| 10 0339        | Merchingen            | Merzig                                                   | Landkreis Merzig-Wadern                                  |
| 10 0403        | Merchweiler           | Merchweiler                                              | Landkreis Neunkirchen                                    |
| 10 0301        | Merzig                | Merzig                                                   | Landkreis Merzig-Wadern                                  |
| 10 3432        | Mettlach              | Mettlach                                                 | Landkreis Merzig-Wadern                                  |
| 10 8341        | Mettnich              | Primstal                                                 | Landkreis St. Wendel                                     |
| 10 0376        | Michelbach            | Schmelz (Saar)                                           | Landkreis Saarlouis                                      |
| 10 0211        | Mimbach               | Blieskastel                                              | Saarpfalz-Kreis                                          |
| 10 0377        | Mitlosheim            | Losheim am See                                           | Landkreis Merzig-Wadern                                  |
| 10 0316        | Mondorf               | Merzig                                                   | Landkreis Merzig-Wadern                                  |
| 10 0817        | Mosberg-Richweiler    | Nohfelden                                                | Landkreis St. Wendel                                     |
| 10 8342        | Mühlfeld              | Primstal                                                 | Landkreis St. Wendel                                     |
| 10 0378        | Münchweiler           | Nunkirchen                                               | Landkreis Merzig-Wadern                                  |
| 10 0434        | Münchwies             | Neunkirchen (Saar)                                       | Landkreis Neunkirchen                                    |
| 10 0353        | Münzingen             | Perl (Mosel)                                             | Landkreis Merzig-Wadern                                  |
| 10 0628        | Nalbach               | Nalbach                                                  | Landkreis Saarlouis                                      |
| 10 0846        | Namborn               | Namborn                                                  | Landkreis St. Wendel                                     |
| 10 0535        | Naßweiler             | Großrosseln                                              | Regionalverband Saarbrücken                              |
| 10 0869        | Neipel                | Tholey                                                   | Landkreis St. Wendel                                     |
| 10 0354        | Nennig                | Perl (Mosel)                                             | Landkreis Merzig-Wadern                                  |
| 10 0048        | Nennig-Remich         | Gemeinschaftliches deutsch-luxemburgisches Hoheitsgebiet | Gemeinschaftliches deutsch-luxemburgisches Hoheitsgebiet |
| 10 0049        | Nennig-Wellenstein    | Gemeinschaftliches deutsch-luxemburgisches Hoheitsgebiet | Gemeinschaftliches deutsch-luxemburgisches Hoheitsgebiet |
| 10 0215        | Neualtheim            | Blieskastel                                              | Saarpfalz-Kreis                                          |
| 10 0614        | Neuforweiler          | Saarlouis                                                | Landkreis Saarlouis                                      |
| 10 0818        | Neunkirchen/Nahe      | Nohfelden                                                | Landkreis St. Wendel                                     |
| 10 4042        | Neunkirchen/Saar      | Neunkirchen (Saar)                                       | Landkreis Neunkirchen                                    |
| 10 0641        | Niedaltdorf           | Rehlingen-Siersburg                                      | Landkreis Saarlouis                                      |
| 10 0221        | Niederbexbach         | Bexbach                                                  | Saarpfalz-Kreis                                          |
| 10 0226        | Niedergailbach        | Gersheim                                                 | Saarpfalz-Kreis                                          |
| 10 0806        | Niederkirchen         | St. Wendel                                               | Landkreis St. Wendel                                     |
| 10 6581        | Niederlimberg         | Wallerfangen                                             | Landkreis Saarlouis                                      |
| 10 0859        | Niederlinxweiler      | St. Wendel                                               | Landkreis St. Wendel                                     |
| 10 0327        | Niederlosheim         | Losheim am See                                           | Landkreis Merzig-Wadern                                  |
| 10 0369        | Niederlöstern         | Wadern                                                   | Landkreis Merzig-Wadern                                  |
| 10 0523        | Niedersalbach         | Heusweiler                                               | Regionalverband Saarbrücken                              |
| 10 6231        | Niedersaubach         | Lebach                                                   | Landkreis Saarlouis                                      |
| 10 0709        | Niederwürzbach        | Blieskastel                                              | Saarpfalz-Kreis                                          |
| 10 0819        | Nohfelden             | Nohfelden                                                | Landkreis St. Wendel                                     |
| 10 0344        | Nohn                  | Mettlach                                                 | Landkreis Merzig-Wadern                                  |
| 10 0832        | Nonnweiler            | Nonnweiler                                               | Landkreis St. Wendel                                     |
| 10 0370        | Noswendel             | Wadern                                                   | Landkreis Merzig-Wadern                                  |
| 10 5223        | Numborn               | Heusweiler                                               | Regionalverband Saarbrücken                              |
| 10 0379        | Nunkirchen            | Wadern                                                   | Landkreis Merzig-Wadern                                  |
| 10 0212        | Oberbexbach           | Bexbach                                                  | Saarpfalz-Kreis                                          |
| 10 0642        | Oberesch              | Rehlingen-Siersburg                                      | Landkreis Saarlouis                                      |
| 10 0847        | Oberkirchen           | Freisen                                                  | Landkreis St. Wendel                                     |
| 10 0355        | Oberleuken            | Perl (Mosel)                                             | Landkreis Merzig-Wadern                                  |
| 10 6582        | Oberlimberg           | Wallerfangen                                             | Landkreis Saarlouis                                      |
| 10 0860        | Oberlinxweiler        | St. Wendel                                               | Landkreis St. Wendel                                     |
| 10 0371        | Oberlöstern           | Wadern                                                   | Landkreis Merzig-Wadern                                  |
| 10 3681        | Obermorscholz         | Morscholz                                                | Landkreis Merzig-Wadern                                  |
| 10 0356        | Oberperl              | Perl (Mosel)                                             | Landkreis Merzig-Wadern                                  |
| 10 0524        | Obersalbach-Kurhof    | Heusweiler                                               | Regionalverband Saarbrücken                              |
| 10 3821        | Oberthailen           | Weiskirchen                                              | Landkreis Merzig-Wadern                                  |
| 10 0861        | Oberthal              | Oberthal (Saar)                                          | Landkreis St. Wendel                                     |
| 10 0710        | Oberwürzbach          | St. Ingbert                                              | Saarpfalz-Kreis                                          |
| 10 0725        | Ommersheim            | Mandelbachtal                                            | Saarpfalz-Kreis                                          |
| 10 0328        | Oppen                 | Beckingen                                                | Landkreis Merzig-Wadern                                  |
| 10 0711        | Ormesheim             | Mandelbachtal                                            | Saarpfalz-Kreis                                          |
| 10 0345        | Orscholz              | Mettlach                                                 | Landkreis Merzig-Wadern                                  |
| 10 0807        | Osterbrücken          | St. Wendel                                               | Landkreis St. Wendel                                     |
| 10 0405        | Ottweiler             | Ottweiler                                                | Landkreis Neunkirchen                                    |
| 10 0833        | Otzenhausen           | Nonnweiler                                               | Landkreis St. Wendel                                     |
| 10 6012        | Pachten               | Dillingen/Saar                                           | Landkreis Saarlouis                                      |
| 10 0223        | Peppenkum             | Gersheim                                                 | Saarpfalz-Kreis                                          |
| 10 0357        | Perl                  | Perl (Mosel)                                             | Landkreis Merzig-Wadern                                  |
| 10 0052        | Perl-Remerschen       | Gemeinschaftliches deutsch-luxemburgisches Hoheitsgebiet | Gemeinschaftliches deutsch-luxemburgisches Hoheitsgebiet |
| 10 6064        | Picard                | Saarlouis                                                | Landkreis Saarlouis                                      |
| 10 0629        | Piesbach              | Nalbach                                                  | Landkreis Saarlouis                                      |
| 10 0848        | Pinsweiler            | Namborn                                                  | Landkreis St. Wendel                                     |
| 10 0624        | Primsweiler           | Schmelz (Saar)                                           | Landkreis Saarlouis                                      |
| 10 0508        | Püttlingen            | Püttlingen                                               | Regionalverband Saarbrücken                              |
| 10 0539        | Quierschied           | Quierschied                                              | Regionalverband Saarbrücken                              |
| 10 0656        | Rammelfangen          | Wallerfangen                                             | Landkreis Saarlouis                                      |
| 10 0380        | Rappweiler            | Weiskirchen                                              | Landkreis Merzig-Wadern                                  |
| 10 0604        | Rehlingen             | Rehlingen-Siersburg                                      | Landkreis Saarlouis                                      |
| 10 0308        | Reimsbach             | Beckingen                                                | Landkreis Merzig-Wadern                                  |
| 10 0712        | Reinheim              | Gersheim                                                 | Saarpfalz-Kreis                                          |
| 10 6052        | Reisweiler            | Saarwellingen                                            | Landkreis Saarlouis                                      |
| 10 0849        | Reitscheid            | Freisen                                                  | Landkreis St. Wendel                                     |
| 10 0862        | Remmesweiler          | St. Wendel                                               | Landkreis St. Wendel                                     |
| 10 0516        | Rentrisch             | St. Ingbert                                              | Saarpfalz-Kreis                                          |
| 10 0528        | Rilchingen-Hanweiler  | Kleinblittersdorf                                        | Regionalverband Saarbrücken                              |
| 10 0329        | Rimlingen             | Losheim am See                                           | Landkreis Merzig-Wadern                                  |
| 10 0330        | Rissenthal            | Losheim am See                                           | Landkreis Merzig-Wadern                                  |
| 10 5075        | Rittenhofen           | Püttlingen                                               | Regionalverband Saarbrücken                              |
| 10 5206        | Rittershof            | Heusweiler                                               | Regionalverband Saarbrücken                              |
| 10 6065        | Roden                 | Saarlouis                                                | Landkreis Saarlouis                                      |
| 10 0713        | Rohrbach              | St. Ingbert                                              | Saarpfalz-Kreis                                          |
| 10 0850        | Roschberg             | Namborn                                                  | Landkreis St. Wendel                                     |
| 10 0727        | Rubenheim             | Gersheim                                                 | Saarpfalz-Kreis                                          |
| 10 6232        | Rümmelbach            | Lebach                                                   | Landkreis Saarlouis                                      |
| 10 0808        | Saal                  | St. Wendel                                               | Landkreis St. Wendel                                     |
| 10 1012        | Saarbrücken           | Saarbrücken                                              | Regionalverband Saarbrücken                              |
| 10 0309        | Saarfels              | Beckingen                                                | Landkreis Merzig-Wadern                                  |
| 10 0346        | Saarhölzbach          | Mettlach                                                 | Landkreis Merzig-Wadern                                  |
| 10 6066        | Saarlouis             | Saarlouis                                                | Landkreis Saarlouis                                      |
| 10 0607        | Saarwellingen         | Saarwellingen                                            | Landkreis Saarlouis                                      |
| 10 0517        | Schafbrücke           | Saarbrücken                                              | Regionalverband Saarbrücken                              |
| 10 0646        | Schaffhausen          | Wadgassen                                                | Landkreis Saarlouis                                      |
| 10 0331        | Scheiden              | Losheim am See                                           | Landkreis Merzig-Wadern                                  |
| 10 0518        | Scheidt               | Saarbrücken                                              | Regionalverband Saarbrücken                              |
| 10 0870        | Scheuern              | Tholey                                                   | Landkreis St. Wendel                                     |
| 10 0426        | Schiffweiler          | Schiffweiler                                             | Landkreis Neunkirchen                                    |
| 10 6082        | Schwalbach            | Schwalbach (Saar)                                        | Landkreis Saarlouis                                      |
| 10 0820        | Schwarzenbach         | Nonnweiler                                               | Landkreis St. Wendel                                     |
| 10 0609        | Schwarzenholz         | Saarwellingen                                            | Landkreis Saarlouis                                      |
| 10 0851        | Schwarzerden          | Freisen                                                  | Landkreis St. Wendel                                     |
| 10 0317        | Schwemlingen          | Merzig                                                   | Landkreis Merzig-Wadern                                  |
| 10 0358        | Sehndorf              | Perl (Mosel)                                             | Landkreis Merzig-Wadern                                  |
| 10 0821        | Selbach               | Nohfelden                                                | Landkreis St. Wendel                                     |
| 10 5076        | Sellerbach            | Püttlingen                                               | Regionalverband Saarbrücken                              |
| 10 0224        | Seyweiler             | Gersheim                                                 | Saarpfalz-Kreis                                          |
| 10 6433        | Siersdorf             | Rehlingen-Siersburg                                      | Landkreis Saarlouis                                      |
| 10 0318        | Silwingen             | Merzig                                                   | Landkreis Merzig-Wadern                                  |
| 10 0359        | Sinz                  | Perl (Mosel)                                             | Landkreis Merzig-Wadern                                  |
| 10 0529        | Sitterswald           | Kleinblittersdorf                                        | Regionalverband Saarbrücken                              |
| 10 0835        | Sitzerath             | Nonnweiler                                               | Landkreis St. Wendel                                     |
| 10 0822        | Sötern                | Nohfelden                                                | Landkreis St. Wendel                                     |
| 10 0871        | Sotzweiler            | Tholey                                                   | Landkreis St. Wendel                                     |
| 10 0430        | Spiesen               | Spiesen-Elversberg                                       | Landkreis Neunkirchen                                    |
| 10 6174        | Sprengen              | Schwalbach (Saar)                                        | Landkreis Saarlouis                                      |
| 10 1013        | St. Arnual            | Saarbrücken                                              | Regionalverband Saarbrücken                              |
| 10 0657        | St. Barbara           | Wallerfangen                                             | Landkreis Saarlouis                                      |
| 10 0714        | St. Ingbert           | St. Ingbert                                              | Saarpfalz-Kreis                                          |
| 10 1014        | St. Johann            | Saarbrücken                                              | Regionalverband Saarbrücken                              |
| 10 0536        | St. Nikolaus          | Großrosseln                                              | Regionalverband Saarbrücken                              |
| 10 0802        | St. Wendel            | St. Wendel                                               | Landkreis St. Wendel                                     |
| 10 0418        | Steinbach             | Lebach                                                   | Landkreis Saarlouis                                      |
| 10 4061        | Steinbach             | Ottweiler                                                | Landkreis Neunkirchen                                    |
| 10 0381        | Steinberg             | Wadern                                                   | Landkreis Merzig-Wadern                                  |
| 10 0823        | Steinberg-Deckenhardt | Oberthal (Saar)                                          | Landkreis St. Wendel                                     |
| 10 0427        | Stennweiler           | Schiffweiler                                             | Landkreis Neunkirchen                                    |
| 10 0509        | Sulzbach              | Sulzbach/Saar                                            | Regionalverband Saarbrücken                              |
| 10 0360        | Tettingen-Butzdorf    | Perl (Mosel)                                             | Landkreis Merzig-Wadern                                  |
| 10 0419        | Thalexweiler          | Lebach                                                   | Landkreis Saarlouis                                      |
| 10 0872        | Theley                | Tholey                                                   | Landkreis St. Wendel                                     |
| 10 0873        | Tholey                | Tholey                                                   | Landkreis St. Wendel                                     |
| 10 0319        | Tünsdorf              | Mettlach                                                 | Landkreis Merzig-Wadern                                  |
| 10 0824        | Türkismühle           | Nohfelden                                                | Landkreis St. Wendel                                     |
| 10 0615        | Überherrn             | Überherrn                                                | Landkreis Saarlouis                                      |
| 10 5403        | Überhofen             | Riegelsberg                                              | Regionalverband Saarbrücken                              |
| 10 0874        | Überroth-Niederhofen  | Tholey                                                   | Landkreis St. Wendel                                     |
| 10 0424        | Uchtelfangen          | Illingen (Saar)                                          | Landkreis Neunkirchen                                    |
| 10 3682        | Untermorscholz        | Morscholz                                                | Landkreis Merzig-Wadern                                  |
| 10 3822        | Unterthailen          | Weiskirchen                                              | Landkreis Merzig-Wadern                                  |
| 10 0863        | Urexweiler            | Marpingen                                                | Landkreis St. Wendel                                     |
| 10 0852        | Urweiler              | St. Wendel                                               | Landkreis St. Wendel                                     |
| 10 0225        | Utweiler              | Gersheim                                                 | Saarpfalz-Kreis                                          |
| 10 5103        | Völklingen            | Völklingen                                               | Regionalverband Saarbrücken                              |
| 10 0372        | Wadern                | Wadern                                                   | Landkreis Merzig-Wadern                                  |
| 10 0647        | Wadgassen             | Wadgassen                                                | Landkreis Saarlouis                                      |
| 10 0373        | Wadrill               | Wadern                                                   | Landkreis Merzig-Wadern                                  |
| 10 0332        | Wahlen                | Losheim am See                                           | Landkreis Merzig-Wadern                                  |
| 10 0525        | Wahlschied            | Heusweiler                                               | Regionalverband Saarbrücken                              |
| 10 0333        | Waldhölzbach          | Losheim am See                                           | Landkreis Merzig-Wadern                                  |
| 10 0825        | Walhausen             | Nohfelden                                                | Landkreis St. Wendel                                     |
| 10 6583        | Wallerfangen          | Wallerfangen                                             | Landkreis Saarlouis                                      |
| 10 0541        | Walpershofen          | Riegelsberg                                              | Regionalverband Saarbrücken                              |
| 10 0227        | Walsheim              | Gersheim                                                 | Saarpfalz-Kreis                                          |
| 10 0213        | Webenheim             | Blieskastel                                              | Saarpfalz-Kreis                                          |
| 10 0374        | Wedern                | Wadern                                                   | Landkreis Merzig-Wadern                                  |
| 10 0320        | Wehingen              | Mettlach                                                 | Landkreis Merzig-Wadern                                  |
| 10 5104        | Wehrden               | Völklingen                                               | Regionalverband Saarbrücken                              |
| 10 0383        | Weierweiler           | Weiskirchen                                              | Landkreis Merzig-Wadern                                  |
| 10 0321        | Weiler                | Merzig                                                   | Landkreis Merzig-Wadern                                  |
| 10 0384        | Weiskirchen           | Weiskirchen                                              | Landkreis Merzig-Wadern                                  |
| 10 0347        | Weiten                | Mettlach                                                 | Landkreis Merzig-Wadern                                  |
| 10 4043        | Wellesweiler          | Neunkirchen (Saar)                                       | Landkreis Neunkirchen                                    |
| 10 0322        | Wellingen             | Merzig                                                   | Landkreis Merzig-Wadern                                  |
| 10 0428        | Welschbach            | Illingen (Saar)                                          | Landkreis Neunkirchen                                    |
| 10 0407        | Wemmetsweiler         | Merchweiler                                              | Landkreis Neunkirchen                                    |
| 10 0648        | Werbeln               | Wadgassen                                                | Landkreis Saarlouis                                      |
| 10 0864        | Werschweiler          | St. Wendel                                               | Landkreis St. Wendel                                     |
| 10 4062        | Wetschhausen          | Ottweiler                                                | Landkreis Neunkirchen                                    |
| 10 0435        | Wiebelskirchen        | Neunkirchen (Saar)                                       | Landkreis Neunkirchen                                    |
| 10 0420        | Wiesbach              | Eppelborn                                                | Landkreis Neunkirchen                                    |
| 10 0865        | Winterbach            | St. Wendel                                               | Landkreis St. Wendel                                     |
| 10 0721        | Wittersheim           | Mandelbachtal                                            | Saarpfalz-Kreis                                          |
| 10 0361        | Wochern               | Perl (Mosel)                                             | Landkreis Merzig-Wadern                                  |
| 10 0716        | Wolfersheim           | Blieskastel                                              | Saarpfalz-Kreis                                          |
| 10 0826        | Wolfersweiler         | Nohfelden                                                | Landkreis St. Wendel                                     |
| 10 0715        | Wörschweiler          | Homburg                                                  | Saarpfalz-Kreis                                          |
| 10 0425        | Wustweiler            | Illingen (Saar)                                          | Landkreis Neunkirchen                                    |